# Джули Потингър
Джули Потингър (на английски: Julie Pottinger) е американска писателка на бестселъри в жанра исторически романс. Пише под псевдонима Джулия Куин (на английски: Julia Quinn).

## Биография и творчество
Джули Котлър Потингър е родена през 1970 г. в Нова Англия, САЩ. Израства там, но прекарва и много време в Калифорния след развода на родителите си. Има сестра – Емили Котлър. Още като дете е погълната от книгите като предпочита романтичната литература. Когато е на 12 г. баща ѝ се противопоставя на избора ѝ на книги, но тя му казва, че ги чете с цел да пише сама. За докаже това започва веднага да пише на първия си компютър и само след три часа първите две глави са готови. Целият роман е завършен след три години и макар да е отхвърлен от издателите той остава като начален опит в кариерата.
Джули Потингър завършва Университета Харвард с диплома по история на изкуството. През летата работи за пътеводителя „Let's Go: Europe“ и едно лято като литературен изследовател в Гърция и Кипър. Освен с изучаването на науката тя започва да пише и своите безгрижни романси.
През последната си година в Харвард решава, че иска да се насочи към медицината, за което трябва да учи още две години. Няколко седмици след като е приета в медицинското училище, първите ѝ два романа – „Великолепно“ и „Dancing at Midnight“ са били продадени от агента ѝ на търг, което е необичайна поява за начинаещ автор. Те са публикувани са през 1995 г.
Джуди отлага влизането си в медицинското училище с две години, за да напише следващите два романа. Когато най-после започва да учи медицина в Университета в Йейл, установява, след кратки няколко месеца, че предпочита да прави дисекции с перото, а не със скалпела. Напуска института и се посвещава на писателското поприще.
През юни 1996 г. се омъжва за съпруга си Пол Потингър, с когото се запознава още на втория ден в университета. Повечето ѝ книги са посветени на него.
Джули Потингър счита себе си феминистка и дава нейните героини феминистки качества. Книгите ѝ се характеризират с много хумор, с остър и остроумен диалог, с развитието на героите, и с липсата на големи външни конфликти.
С книгите си „On the Way to the Wedding“ (2006), „The Secret Diaries of Miss Miranda Cheever“ (2007) и „What Happens in London“ (2009), печели годишните награди РИТА за най-добър исторически романс. С тези три награди РИТА само за 4 години тя става през 2010 г. най-младият член на „Залата на славата“ на Писателите на романси на Америка.
Нейните произведения са били над 16 пъти в списъците на бестселърите на „Ню Йорк Таймс“. Преведени са на над 26 езика и са издадени по целия свят.
Джули Потингър живее със съпруга си в Сиатъл, щат Вашингтон.

## Произведения

### Поредица „Блайдън“ (Blydon)
1. Splendid (1995)
Великолепно, изд. „Тиара Букс“ (2011), „СББ Медиа“ (2017), прев. Димитрия Петрова, ISBN 978-954-296-901-3
2. Dancing at Midnight (1995)
Среднощен танц, изд. „Тиара Букс“ (2012), „СББ Медиа“ (2018), прев. Димитрия Петрова, ISBN 978-954-296-906-8
3. Minx
Дяволче, изд. „Тиара Букс“ (2013), прев. Димитрия Петрова, ISBN 978-954-296-913-6

#### Съпътстващи издания
- A Tale of Two Sisters – разказ в антологията Where's My Hero? (2003) (с Лайза Клейпас и Кинли Макгрегър)
Приказка за две сестри (фен-превод)

### Поредица „Сестрите Линдън“ (Lyndon Sisters)
1. Everything and the Moon (1997)
2. Brighter Than the Sun (1997)

### Поредица „Пазители на Короната“ (Agents for the Crown)
1. To Catch an Heiress (1998)
Как да си хванеш наследница (фен-превод), „Моята библиотека“ (2011)
На лов за наследница, изд.: „СББ Медиа“, София (2023), прев. Павел Боянов
2. How to Marry a Marquis (2000) – награда за най-добър исторически романс
Как да се омъжиш за маркиз (фен-превод)

### Поредица „Бриджъртън“ (Bridgerton)
1. The Duke and I (2000)
Херцогът и аз, изд. „Ибис“ (2021), прев. Диана Кутева, ISBN 978-619-157-362-2
2. The Viscount Who Loved Me (2000)
Виконтът, който ме обикна, изд. „Ибис“ (2021), прев. Севдалина Караманска, ISBN 978-619-157-363-9
3. An Offer from a Gentleman (2001)
Предложение от джентълмен, изд. „Ибис“ (2022), прев. Диана Кутева, ISBN 978-619-157-373-8
4. Romancing Mr. Bridgerton (2002)
Да флиртуваш с Бриджъртън, изд. „Ибис“ (2022), прев. Диана Кутева, ISBN 978-619-157-380-6
5. To Sir Philip, with Love (2003)
На сър Филип, с любов, изд. „Ибис“ (2022), прев. Диана Кутева, ISBN 978-619-157-390-5
6. When He Was Wicked (2004)
Очарователен негодник, изд. „Ибис“ (2022), прев. Диана Кутева, ISBN 978-619-157-394-3
7. It's in His Kiss (2005) – награда за най-добър исторически романс
Заради неговата целувка, изд. „Ибис“ (2023), прев. Диана Кутева
8. On the Way to the Wedding (2006) – награда РИТА за най-добър исторически романс
На път за олтара, изд. „Ибис“ (2023), прев. Диана Кутева
9. Happily Ever After (2013)

### Поредица „Бриджъртън 2-ри епилог“ (Bridgerton 2nd Epilogues)
1. The Duke and I: The Epilogue II
Херцогът и аз: Втори епилог (фен-превод)
2. The Viscount Who Loved Me: The Epilogue II (2006)
Виконтът, който ме обикна: Втори епилог (фен-превод)
3. It's in His Kiss: The Epilogue II (2006)
4. Romancing Mister Bridgerton: The Epilogue II (2009)
Да завладееш мистър Бриджъртън: Втори епилог (фен-превод)
5. When He Was Wicked: The Epilogue II (2009)
6. An Offer From a Gentleman: The Epilogue II (2009)
Джентълменско предложение: Втори епилог (фен-превод)
7. To Sir Phillip, With Love: The Epilogue II (2009)

### Поредица „Бевълстоук“ (Bevelstoke)
1. The Secret Diaries of Miss Miranda Cheever (2007) – награда РИТА за най-добър исторически романс
Тайните дневници на мис Миранда Чийвър, изд. „Тиара Букс“ (2014), прев. Юлиана Петрова, ISBN 978-954-296-922-8
2. What Happens in London (2009) – награда РИТА за най-добър исторически романс
Какво се случи в Лондон, изд. „Тиара Букс“ (2014), прев. Нина Христова, ISBN 978-954-296-933-4
3. Ten Things I Love About You (2010)

### Поредица „Херцозите Уиндъм“ (Two Dukes of Wyndham)
1. The Lost Duke of Wyndham (2008)
Изгубеният херцог Уиндъм (фен-превод)
2. Mr. Cavendish, I Presume (2008)
Мистър Кавендиш (фен-превод)

### Поредица „Лейди Мост“ (Lady Most)
в съавторство с Кони Брокуей и Елоиза Джеймс
1. The Lady Most Likely... (2010)
2. The Lady Most Willing... (2012)

### Поредица „Дамски квартет“ (Smythe-Smith Quartet)
1. Just Like Heaven (2011)
Като в рая, изд. СББ Медиа (2022), прев. Теодора Давидова
2. A Night Like This (2012)
Една такава нощ, изд. СББ Медиа АД (2022), прев. Маргарита Спасова
3. The Sum of All Kisses (2013)
Всички твои целувки, изд. СББ Медиа АД (2022), прев. Маргарита Спасова
4. The Secrets of Sir Richard Kenworthy (2015)
Тайните на сър Ричард Кенуърти, изд. СББ Медиа АД (2022), прев. Маргарита Спасова

### Поредица „Семейство Роуксби“ (The Rokesbys)
1. Because of Miss Bridgerton (2016)
Госпожица Бриджъртън, изд. ИК „Ибис“, София (2023), прев. Диана Кутева
2. The Girl with the Make-Believe Husband (2017)
Мнимата съпруга, изд. „Ибис“ (2024), прев. Диана Кутева
3. The Other Miss Bridgerton (2018)
4. First Comes Scandal (2020)

### Сборници с разкази и новели
- „Gretna Greene“ в Scottish Brides (1999) – с Кристина Дод, Стефани Лорънс и Карън Ръней
- „Thirty-Six Valentines“ в The Further Observations of Lady Whistledown (2003) – с Сюзан Енох, Карън Хоукинс и Миа Раян
- „The First Kiss“ в Lady Whistledown Strikes Back (2004) – с Сюзан Енох, Карън Хоукинс и Миа Раян
- Four Weddings and a Sixpence (2016) – с Елизабет Бойл, Лора Лий Гюрке, Стефани Слоун
- The Wit and Wisdom of Bridgerton (2021)

### Графични романи
- Miss Butterworth and the Mad Baron (2022, илюстрации на Вайълет Чарлз)

Произведенията на Джули Потингър (Джулия Куин) имат много фен-преводи в България.